# Piscine de Tapiola
La piscine de Tapiola (en finnois : Tapiolan uimahalli) est une piscine située dans le quartier de Tapiola à Espoo en Finlande.

## Bâtiment
La piscine a été conçue par l'architecte Aarne Ervi et achevée en 1965. La rénovation du bâtiment a été conçue par Kari Raimoranta (architectes NRT), et la rénovation s'est achevée dans les années 2000.
Une extension de la piscine intérieure a alors été construite, avec des saunas, des bains à remous, une piscine polyvalente et une salle de sport. 
La piscine de Tapiola est équipée d'un plongeoir de 1 m, d'un plongeoir de 3 m et d'un plongeoir de 5 m.
En 2008, la piscine a reçu le prix Europa Nostra de l'Union européenne pour la restauration. 
La piscine est à nouveau fermée depuis 2016 en raison de nouveaux problèmes d'humidité.
Le plan de projet pour la rénovation et l'agrandissement de la piscine de Tapiola est prêt. 
Une fois le plan du projet approuvé, la prochaine étape sera la préparation des plans de construction. L'objectif est que la construction démarre en 2023 et que la piscine rénovée ouvre ses portes à l'automne 2025.

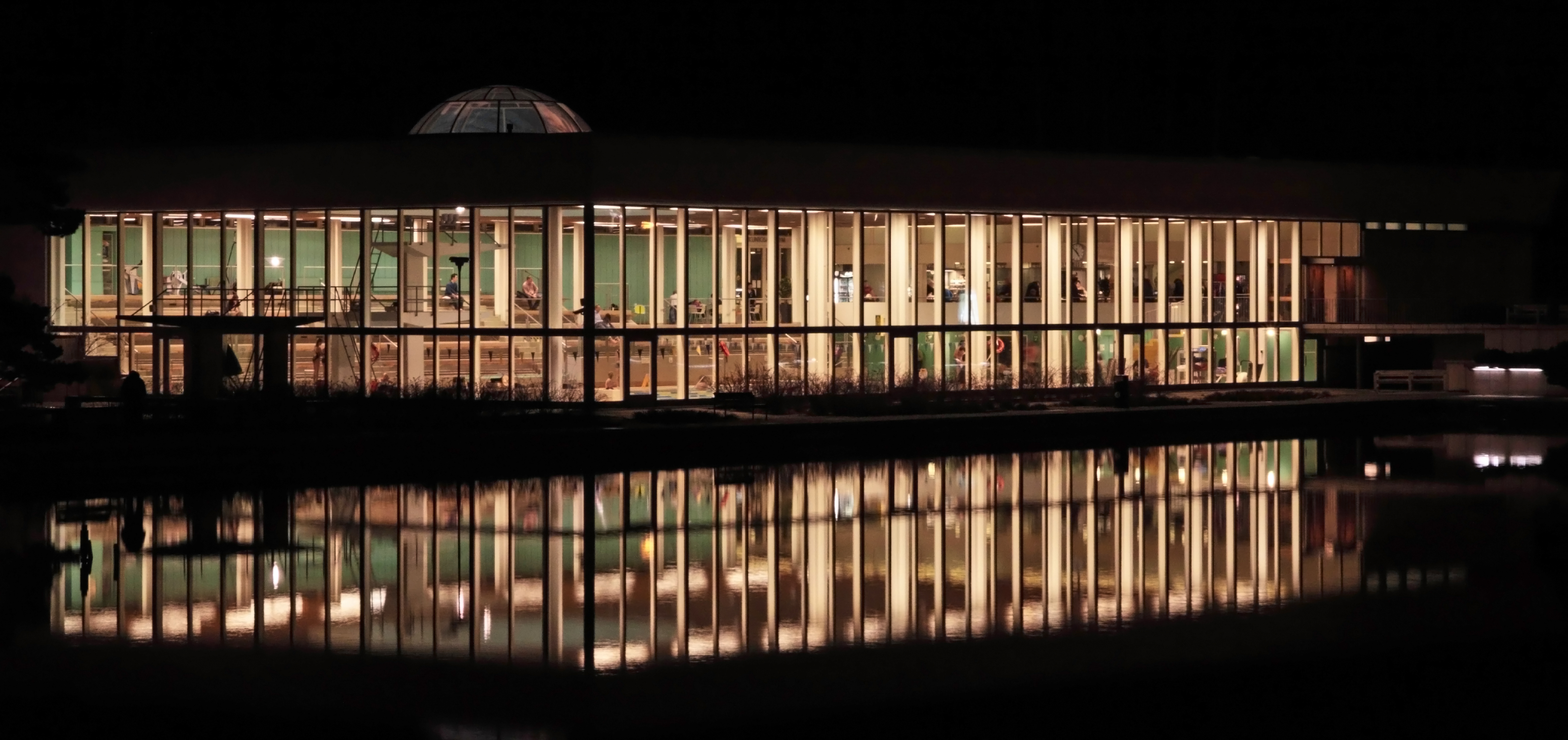